# Luerwald und Bieberbach
Das Gebiet Luerwald und Bieberbach ist ein mit Verordnung von 2004 des Regierungspräsidiums Arnsberg ausgewiesenes Europäisches Vogelschutzgebiet (Schutzgebietkennung DE-4513-401) in der Mitte des deutschen Landes Nordrhein-Westfalen.
Die Vogelschutzrichtlinie der Europäischen Union dient der Erhaltung der wildlebenden, im Gebiet ihrer Mitgliedsstaaten heimischen Vogelarten und der Regelung des Schutzes, der Bewirtschaftung und der Regulierung dieser Vögel, ihrer Eier und Lebensräume.

## Lage
Die zwei Teilgebiete des insgesamt rund 26 Hektar großen Vogelschutzgebiets „Lürwald und Bieberbach“ liegen im Hochsauerlandkreis, Märkischen Kreis und im Kreis Soest. Sie erstrecken sich westlich der Bundesautobahnen 445 und 46, zwischen dem Ruhrtal im Norden, der Stadt Menden im Westen sowie der Landesstraße 544 im Süden.
Namensgebend sind der Lürwald (auch: Luerwald oder Lüerwald), ein ehemals großes historisches Waldgebiet in der Grafschaft Arnsberg und dem Herzogtum Westfalen, das sich bis heute auf ein Waldgebiet in der nördlichen Randzone des Sauerlandes zwischen Neheim und Menden verengt hat, sowie den das Schutzgebiet durchfließenden Bieberbach, der bei Lendringsen in die Hönne mündet.

## Beschreibung
Das Schutzgebiet „Lürwald und Bieberbach“ wird als „großflächiges, siedlungsfreies, kaum von Straßen zerschnittenes Waldgebiet mit Quellgebieten, einem dichten Fließgewässernetz naturnah ausgebildeter Waldbäche, Bach-Erlen-(Eschen-)Wäldern, Bachmäandern mit breiten Uferabbrüchen, Buchen- und Eichenmischwäldern, Waldmeister-Buchenwald und Buchenmischwald“ beschrieben.
Wegen seiner Ausdehnung und Geschlossenheit kommt dem Schutzgebiet eine überregionale ornithologische Bedeutung zu. Mit Eisvogel, Mittelspecht, Rotmilan und Schwarzstorch gehören nach Anhang I der EG-Vogelschutzrichtlinie insgesamt elf Arten zur Brutvogelgemeinschaft im Luerwald und Biebertal.

### Lebensraumklassen
|                                                                |                                                                |  |      |      |
| N06 – Binnengewässer, stehend und fließend                     | N06 – Binnengewässer, stehend und fließend                     |  | 2 %  | 2 %  |
| N10 – Feuchtes und mesophiles Grünland                         | N10 – Feuchtes und mesophiles Grünland                         |  | 5 %  | 5 %  |
| N15 – Anderes Ackerland                                        | N15 – Anderes Ackerland                                        |  | 2 %  | 2 %  |
| N16 – Laubwald                                                 | N16 – Laubwald                                                 |  | 65 % | 65 % |
| N20 – Kunstforste                                              | N20 – Kunstforste                                              |  | 25 % | 25 % |
| N22 – Binnenlandfelsen, Geröll- und Schutthalden, Sandflächen0 | N22 – Binnenlandfelsen, Geröll- und Schutthalden, Sandflächen0 |  | 1 %  | 1 %  |
|                                                                |                                                                |  |      |      |

### Lebensraumtypen
Folgende Lebensraumtypen sind im Vogelschutzgebiet „Lürwald und Bieberbach“ beschrieben:
- 3260 – Flüsse der planaren bis montanen Stufe mit Vegetation des Ranunculion fluitantis und des Callitricho-Batrachion
- 6510 – Magere Flachland-Mähwiesen
- 9110 – Hainsimsen-Buchenwald
- 9130 – Waldmeister-Buchenwald
- 9160 – Subatlantischer oder mitteleuropäischer Stieleichenwald oder Sternmieren-Eichen-Hainbuchenwald
- 91D0 – Moorwälder
- 91E0 – Auen-Wälder mit Schwarz-Erle und Gemeiner Esche*

Anmerkung: * = vom Verschwinden bedroht, die Europäische Gemeinschaft hat eine besondere Verantwortung für ihre Erhaltung.

## Schutzzweck
Wesentlicher Schutzziele sind der Erhalt des großflächigen, weitgehend unzerschnittenen Waldkomplexes, die Sicherung des intakten Fliessgewässersystemes sowie die Erhaltung und Optimierung der mageren Flachlandmähwiesen.
Die gebietsbezogenen Erhaltungs- und Entwicklungsziele sind je nach Art unterschiedlich beschrieben.

### Brutvögel

#### Eisvogel

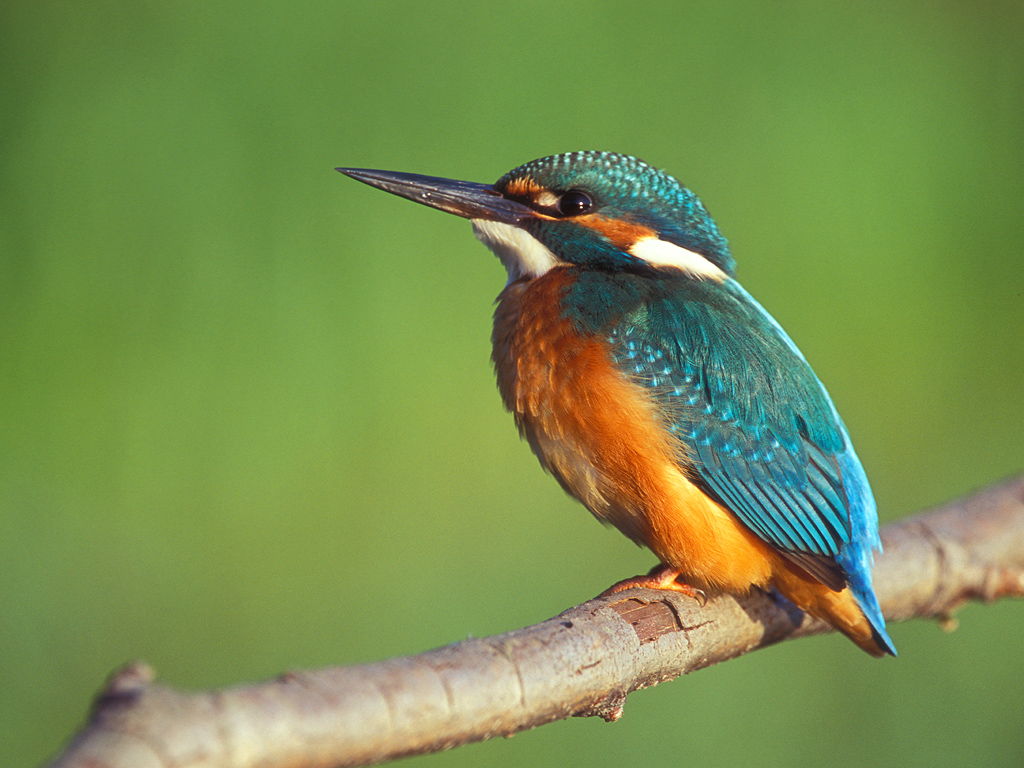
Eisvogel

Erhaltung der naturnahen Gewässer, von Steilwänden und Abbruchkanten aus grabbarem Substrat in Gewässernähe, von für die Brutröhrenanlage geeigneten Wurzeltellern umgestürzter Bäume in Gewässernähe, von Strukturen, die als Ansitz für die Jagd genutzt werden können wie starke Ufergehölze mit über das Gewässer hängenden Ästen, Erhaltung einer Wasserqualität, die gute Sichtbedingungen für den Beutefang gewährleistet, einer Gewässerdynamik, die die Neubildung von zur Nestanlage geeigneten Uferabbrüchen ermöglicht, Erhaltung von Sekundärlebensräumen wie aufgelassene Abbaustätten mit Gewässern und Steilufern, des Nahrungsangebots mit Kleinfischarten und Jungfischaufkommen sowie Erhaltung störungsfreier oder zumindest störungsarmer Fortpflanzungsstätten während der Fortpflanzungszeit vom 15. Februar bis zum 15. September.

#### Grauspecht

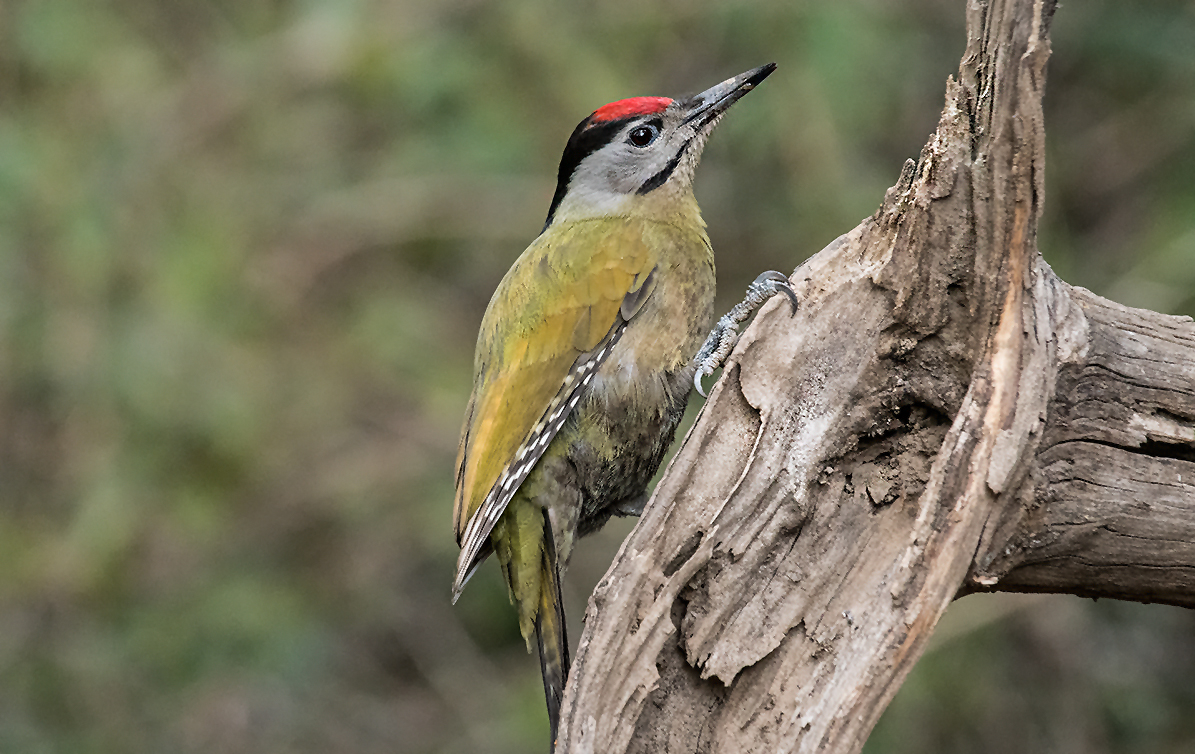
Grauspecht

Erhaltung und Entwicklung von ausgedehnten, lebensraumtypischen Laub- und Mischwäldern – vor allem Buchenwälder – mit bis zu zehn Bäumen pro Hektar sowie hohen Alt- und Totholzanteilen, die Vermeidung der Zerschneidung und Verinselung der besiedelten Waldgebiete, die Erhaltung und Entwicklung von sonnigen Lichtungen, Waldrändern, lichten Waldstrukturen und Kleinstrukturen sowie Grünland als Nahrungsflächen, die Verbesserung des Nahrungsangebotes (zum Beispiel reduzierte Düngung, keine Pflanzenschutzmittel), die Erhaltung von Höhlenbäumen sowie Förderung eines dauerhaften Angebotes geeigneter Brutbäume (besonders >100-jährige Buchen, Bäume mit Schadstellen) sowie Vermeidung von Störungen an den Brutplätzen von März bis Juli

#### Mittelspecht

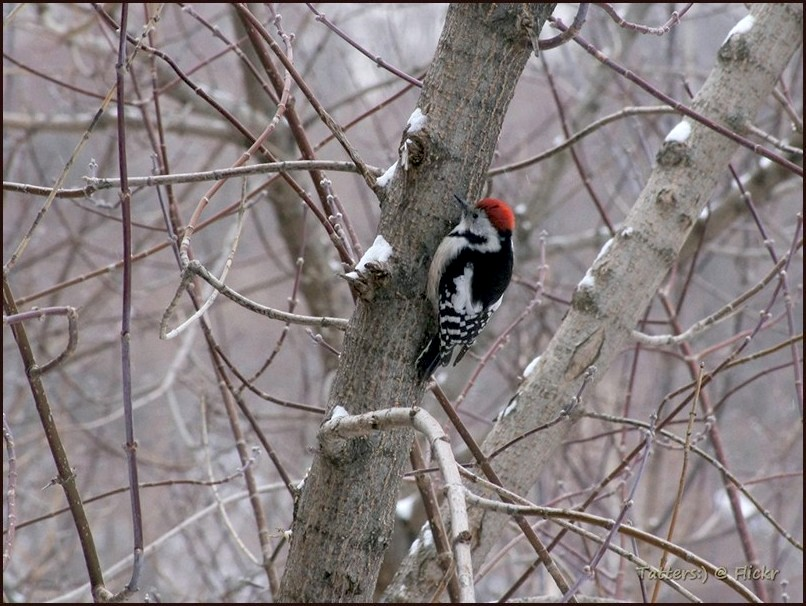
Mittelspecht

Erhaltung und Entwicklung von ausgedehnten, lebensraumtypischen Laub- und Mischwäldern sowie von Hartholzauen mit hohen Alt- und Totholzanteilen, die Erhöhung des Eichenwaldanteils, die Vermeidung der Zerschneidung und Verinselung geeigneter Waldgebiete, die Verbesserung des Nahrungsangebotes, die Erhaltung von Höhlenbäumen sowie Förderung eines dauerhaften Angebotes geeigneter Brutbäume sowie die Vermeidung von Störungen an den Brutplätzen von März bis Juni

#### Neuntöter
Erhaltung von extensiv bewirtschafteten Streuobst-, Grünland- und Heidegebieten, von Nieder- und Mittelhecken aus standortheimischen Arten, insbesondere dorn- oder stachelbewehrte Gehölze, Erhaltung der Streuwiesen und offenen Moorränder, Erhaltung von Einzelbäumen und Büschen in der offenen Landschaft, von Feldrainen, Graswegen, Ruderal-, Staudenfluren und Brachen, Acker- und Wiesenrandstreifen, von Sekundärlebensräumen wie aufgelassene Abbaustätten mit vorgenannten Lebensstätten sowie Erhaltung des Nahrungsangebots, insbesondere mit größeren Insekten.

#### Rotmilan

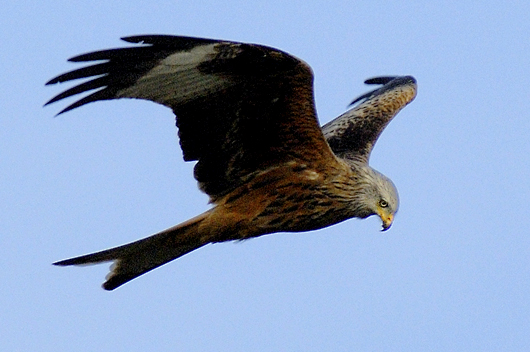
Rotmilan

Erhaltung von vielfältig strukturierten Kulturlandschaften mit lichten Waldbeständen, von Feldgehölzen, großen Einzelbäumen und Baumreihen in der offenen Landschaft, von Grünland, von Altholzinseln und alten, großkronigen Bäumen mit freier Anflugmöglichkeit, Erhaltung der Bäume mit Horsten, der Lebensräume ohne Gefahrenquellen wie nicht vogelsichere Freileitungen und Windkraftanlagen sowie die Erhaltung störungsfreier oder zumindest störungsarmer Fortpflanzungsstätten während der Fortpflanzungszeit vom 1. März bis zum 31. August.

#### Schwarzmilan
Erhaltung und Entwicklung von alten, strukturreichen Laub- und Mischwäldern in Gewässernähe mit einem hohen Altholzanteil und lebensraumtypischen Baumarten, die Erhaltung und Entwicklung von naturnahen, fischreichen Nahrungsgewässern, die Verbesserung des Nahrungsangebotes, die Erhaltung der Horstbäume mit einem störungsarmen Umfeld, die Vermeidung von Störungen an den Brutplätzen (April bis Juli) sowie Entschärfung bzw. Absicherung von gefährlichen Strommasten und Freileitungen

#### Schwarzspecht

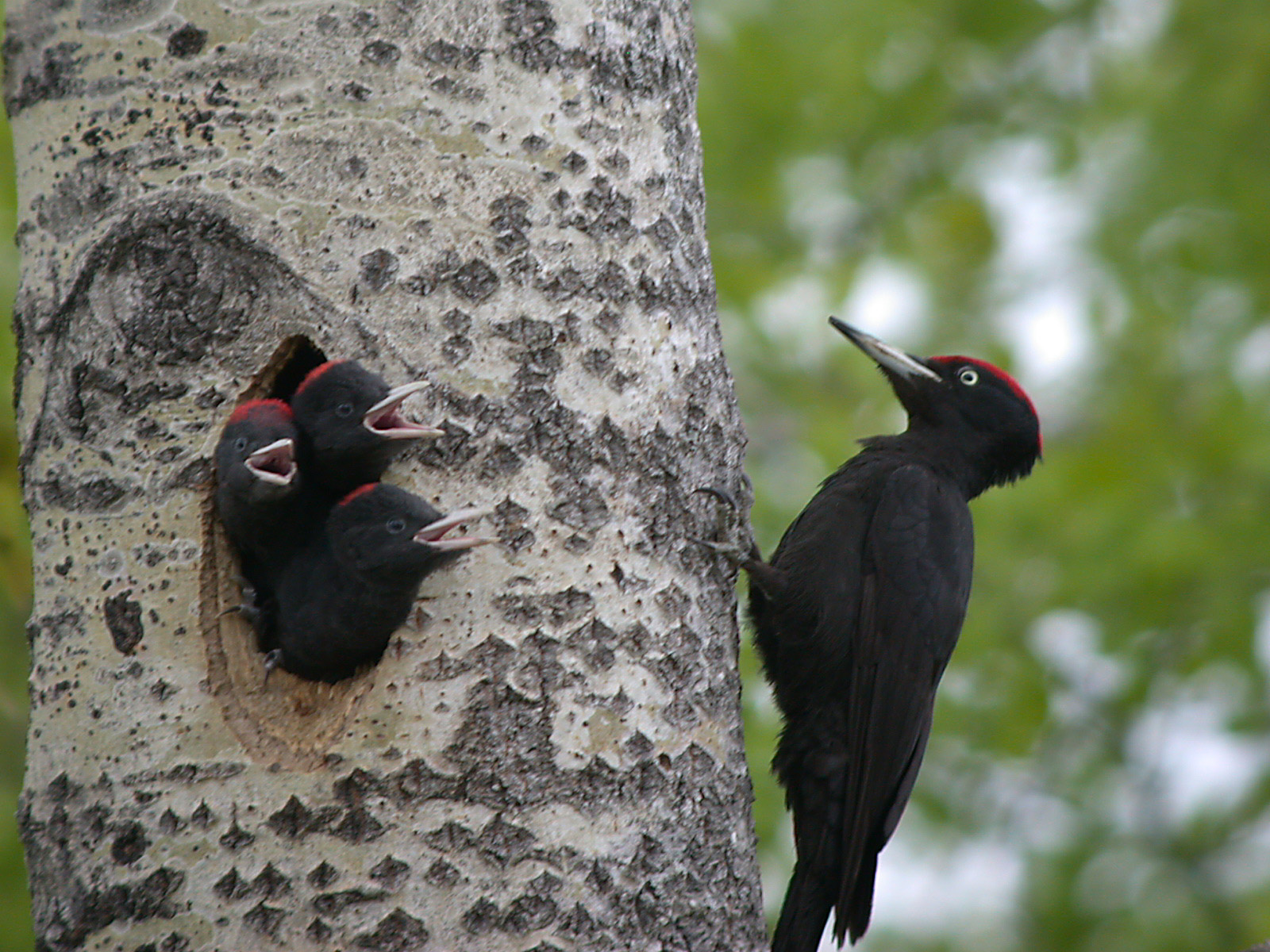
Schwarzspecht

Erhaltung und Entwicklung von lebensraumtypischen Laub- und Mischwäldern – vor allem Buchenwälder – mit hohen Alt- und Totholzanteilen, die Vermeidung der Zerschneidung der besiedelten Waldgebiete, die Erhaltung und Entwicklung von sonnigen Lichtungen, Waldrändern, lichten Waldstrukturen und Kleinstrukturen (Stubben, Totholz) als Nahrungsflächen, die Verbesserung des Nahrungsangebotes (keine Pflanzenschutzmittel), die Erhaltung von Höhlenbäumen sowie Förderung eines dauerhaften Angebotes geeigneter Brutbäume (besonders >100-jährige Buchen) sowie die Vermeidung von Störungen an den Brutplätzen von März bis Juni
Der Schwarzspecht (Dryocopus martius) war 1981 Vogel des Jahres in Deutschland.

#### Schwarzstorch
Erhaltung der natürlichen und naturnahen Feuchtgebiete wie Flussniederungen, Auenlandschaften und Moore, der Flachwasserzonen an stehenden und schwach fließenden Gewässern sowie der Überschwemmungsflächen, der Röhrichte, Großseggenriede und Schilfbestände mit offenen Gewässerbereichen, Erhaltung von langen Röhricht -Wasser-Grenzlinien wie sie durch Buchten, Schilfinseln und offene Wassergräben sowie kleinere freie Wasserflächen innerhalb der Röhrichte zustande kommen, Erhaltung von großflächigen Offenlandkomplexen aus Grünland und Mooren mit hohen Grundwasserständen, Erhaltung einer Wasserqualität, die gute Sichtbedingungen für den Beutefang gewährleistet, der Lebensräume ohne Gefahrenquellen wie nicht vogelsichere Freileitungen, ungesicherte Schornsteine und Windkraftanlagen, Erhaltung des Nahrungsangebots, insbesondere mit Fischen, Amphibien, Kleinsäugern, Großinsekten, Reptilien und Regenwürmern sowie die Erhaltung störungsfreier oder zumindest störungsarmer Rast- und Schlafplätze sowie Überwinterungs- und Nahrungsgebiete

#### Sperlingskauz

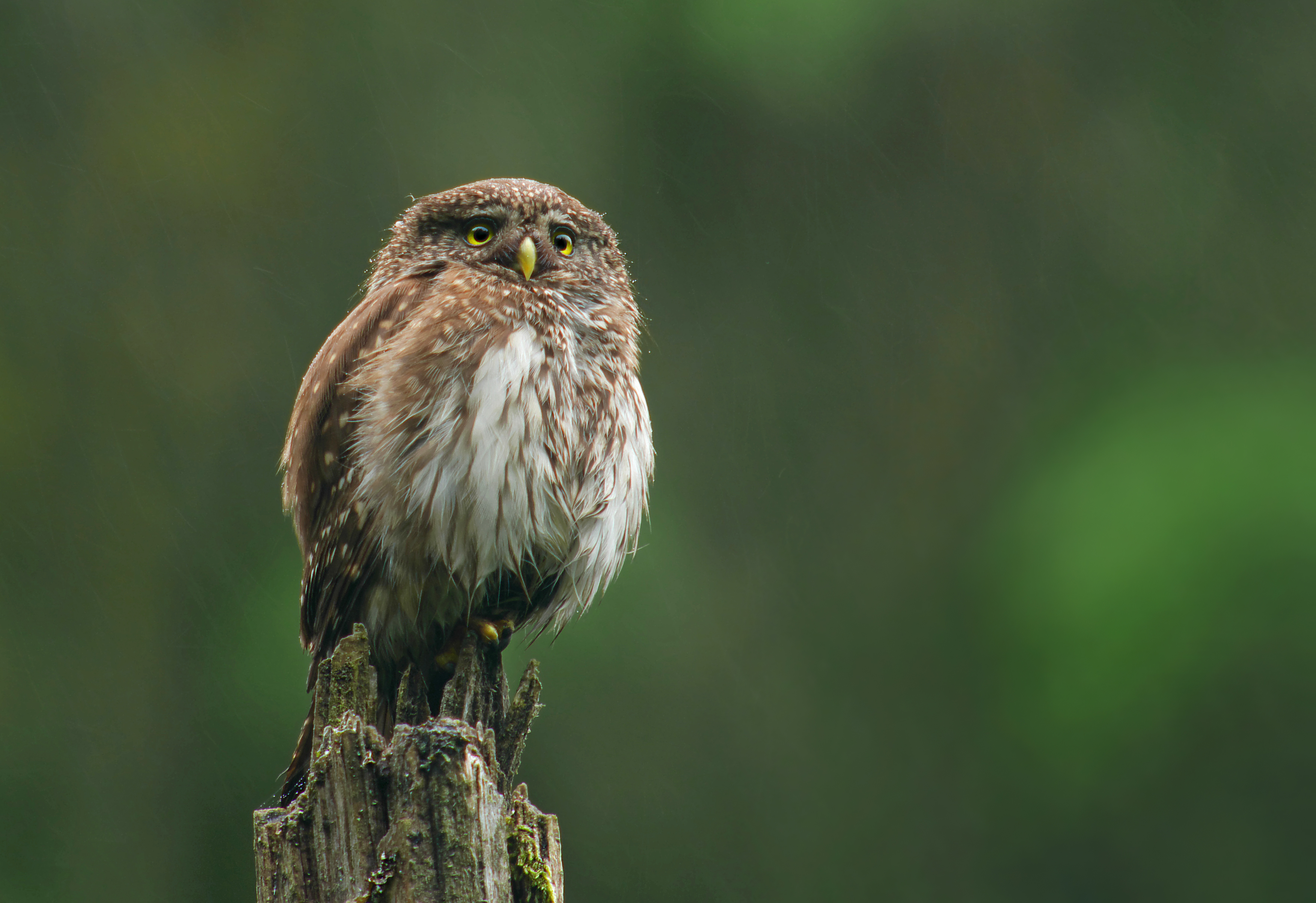
Sperlingskauz

Erhaltung und Entwicklung von ausgedehnten, reich strukturierten Nadel- und Mischwäldern unterschiedlicher Altersklassen (einschließlich alter Fichtenwälder) mit hohen Alt- und Totholzanteilen sowie mit einem guten Höhlenangebot, die Erhaltung und Entwicklung von angrenzenden lichteren Waldflächen als Nahrungsflächen (Schneisen, Waldwiesen, Waldränder), die Erhaltung und Förderung eines dauerhaften Angebotes von Höhlenbäumen sowie die Vermeidung von Störungen an den Brutplätzen von März bis Juli

#### Wachtelkönig

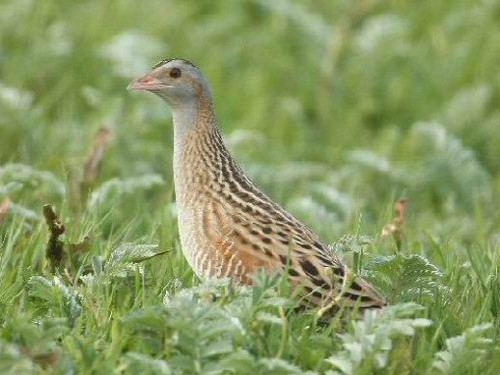
Wachtelkönig

Erhaltung und Entwicklung von extensiv genutzten Mähwiesen, Feucht- und Nassbrachen, Großseggenriedern, Hochstauden- und Pionierfluren im Überflutungsbereich von Fließgewässern, die Vermeidung der Zerschneidung und Verinselung der besiedelten Lebensräume, die Verbesserung des Wasserhaushaltes zur Stabilisierung eines hohen Grundwasserstandes in Feuchtgebieten und Grünländern, die Extensivierung der Grünlandnutzung (Mahd im 200-m-Umkreis von Rufplätzen erst ab dem 1. August, möglichst Mosaikmahd von kleinen Teilflächen, Flächenmahd ggf. von innen nach außen sowie reduzierte Düngung und keine Pflanzenschutzmittel nutzen) sowie Vermeidung von Störungen an den Brutplätzen von Mai bis August

#### Wespenbussard
Erhaltung von vielfältig strukturierten Kulturlandschaften, lichten Laub- und Misch- sowie Kiefernwäldern, Feldgehölzen, extensiv genutztem Grünland, Altholzinseln und alten, großkronigen Bäumen mit freier Anflugmöglichkeit, Erhaltung der Magerrasen, Bäumen mit Horsten, Erhaltung des Nahrungsangebots, insbesondere mit Staaten bildenden Wespen und Hummeln sowie Erhaltung störungsfreier oder zumindest störungsarmer Fortpflanzungsstätten während der Fortpflanzungszeit vom 1. Mai bis zum 31. August

## Zusammenhang mit anderen Schutzgebieten
Mit dem Vogelschutzgebiet „Lürwald und Bieberbach“ sind folgende, zusammenhängende Schutzgebiete (Auswahl) ausgewiesen:
- FFH-Gebiet Luerwald und Bieberbach (DE-4513-301)
- Naturschutzgebiet „Luerwald“ (HSK-150)
- Naturschutzgebiet „Luerwald und Bieberbach“ (MK-016)